# Smodati
Gli Smodati sono una band italiana di genere pop punk, con influenze estetico-musicali mod revival.

## Storia del gruppo
Nascono a metà degli anni novanta a Milano accomunati dalla passione per il punk britannico, il Mod revival del '79, le sonorità anni sessanta, e il Britpop. Cresciuti nell'ambito della scena mod milanese e con forti connessioni con la sottocultura casual, partecipano a diverse compilation europee ed internazionali e pubblicano il primo album nel 2002.
Nel luglio 2009 si esibiscono insieme alla leggendaria mod band Purple Hearts al Camber Sands Scooter Rally in Inghilterra, bissando l'anno successivo di supporto a The Lambrettas. Nel 2008 incidono il singolo Ragazza del tempo migliore, nel 2009 esce il successivo singolo Quegli anni, entrambi accompagnati da relativo videoclip.
Nel 2011 viene pubblicato l'album La gloria è nei momenti.

## Formazione

### Formazione attuale
- Luca - voce
- Claudio - batteria
- Fox - basso
- Otto - chitarra
- Teo - chitarra

Ex-Componenti
- Ray - voce
- Ivan - voce
- Cesare - voce
- Luca - tastiere
- Daniele - batteria

## Discografia

### Album
- 2002 - Questa città è per me
- 2011 - La gloria è nei momenti

### Singoli
- 2008 - Ragazza del tempo migliore
- 2009 - Quegli anni

### EP
- 1998 - The Gentleman Kidz Come Clean

### Compilation
- 1999 - Kob vs. Mad Butcher
- 1999 - Skanking the Scum Away
- 1999 - Italia Punk 1999
- 2007 - The Young Idea: A Pop Tribute to Squire
- 2019 -  Adesso che ti ho perso - Demo, Raw Mixes, Outtakes, Live